# 鸟卵岛
鸟卵岛是钓鱼岛及其附属岛屿中的一个小岛，位于北小岛东
，坐标为25°43.9′N 123°32.5′E。2012年3月3日，中华人民共和国国家海洋局、民政部公布其标准名称。
鸟卵岛是北小岛紧邻岛屿之一，是北小岛周边三个小卫星岛屿（鸟巢岛、鸟卵岛、小鸟岛）中最小的一个，它与鸟巢岛距离最近。

## 外部連結
- 中華民國內政部釣魚臺列嶼簡介（繁體中文）
- ウオッちず 地図閲覧サービス（試験公開）（页面存档备份，存于）（日本国土地理院の地形図）（日語）